# Martin Gould
Martin Gould (Pinner, Harrow, 14 september 1981) is een Engelse snookerspeler. Hij werkt parttime als croupier, waaraan hij zijn bijnaam "Solid Gould" dankt.
Hij maakte in 2003 zijn debuut in het profcircuit maar trok zich daar in 2004 uit terug. In 2007 keerde Gould terug als prof. Hij won in zijn carrière onder meer van Stephen Hendry, Stephen Maguire, Alain Robidoux, Marco Fu en Judd Trump.

## Belangrijkste resultaten

### Rankingtitels
| #  | Seizoen     | Toernooi       | Verliezend finalist | Verliezend finalist | Score |
| -- | ----------- | -------------- | ------------------- | ------------------- | ----- |
| 1. | 2015 / 2016 | German Masters | Luca Brecel         | BEL                 | 9-5   |

### Minor-rankingtitels
| #  | Seizoen     | Toernooi                         | Verliezend finalist | Verliezend finalist | Score |
| -- | ----------- | -------------------------------- | ------------------- | ------------------- | ----- |
| 1. | 2012 / 2013 | Players Tour Championship - PTC2 | Stephen Maguire     | SCO                 | 4-3   |

### Niet-rankingtitels
| #  | Seizoen     | Toernooi            | Verliezend finalist | Verliezend finalist | Score |
| -- | ----------- | ------------------- | ------------------- | ------------------- | ----- |
| 1. | 2012 / 2013 | Snooker Shoot-Out   | Mark Allen          | NIR                 | 1-0   |
| 2. | 2012 / 2013 | Championship League | Ali Carter          | ENG                 | 3-2   |
| 3. | 2018 / 2019 | Championship League | Jack Lisowski       | ENG                 | 3-1   |

### Wereldkampioenschap
Hoofdtoernooi (laatste 32 of beter):
| #   | Seizoen     | Editie  | Prestatie  | Extra                                |
| --- | ----------- | ------- | ---------- | ------------------------------------ |
| 1.  | 2008 / 2009 | WK 2009 | Laatste 32 | Verloor met 10-6 van Mark Allen      |
| 2.  | 2009 / 2010 | WK 2010 | Laatste 16 | Verloor met 13-12 van Neil Robertson |
| 3.  | 2010 / 2011 | WK 2011 | Laatste 16 | Verloor met 13-6 van Judd Trump      |
| 4.  | 2011 / 2012 | WK 2012 | Laatste 32 | Verloor met 10-8 van David Gilbert   |
| 5.  | 2012 / 2013 | WK 2013 | Laatste 32 | Verloor met 10-5 van Shaun Murphy    |
| 6.  | 2013 / 2014 | WK 2014 | Laatste 32 | Verloor met 10-4 van Stephen Hendry  |
| 7.  | 2015 / 2016 | WK 2016 | Laatste 32 | Verloor met 10-7 van Marco Fu        |
| 8.  | 2016 / 2017 | WK 2017 | Laatste 32 | Verloor met 10-6 van John Higgins    |
| 9.  | 2018 / 2019 | WK 2019 | Laatste 32 | Verloor met 10-7 van Mark Williams   |
| 10. | 2019 / 2020 | WK 2020 | Laatste 16 | Verloor met 13-9 van Kyren Wilson    |
| 11. | 2020 / 2021 | WK 2021 | Laatste 32 | Verloor met 10-6 van Yan Bingtao     |